# Bordžigini
Bordžigini (mongolsko  Боржигин, Boržigin, rusko Борджигин, latinizirano: Bordžigin, poenostavljeno kitajsko: 孛儿只斤; tradicionalno kitajsko: 孛兒只斤; pinjin: Bó'érjìjǐn) so bili mongolski klan, katerega ustanovotelj je bil Bodončar Munhag sin Alan-goe, praočeta Mongolov Nirunov. Bordžigini iz najvišjega družbenega razreda so do 20. stoletja dajali vladajoče kneze v Mongoliji in Notranji Mongoliji. Klan je tvoril vladajoči razred tudi med Mongoli in nekaterimi drugimi narodi Srednje Azije in Vzhodne Evrope. Danes se Bordžigine najde v večini Mongolije, Notranje Mongolije in Šindžjanga. Genetske raziskave so pokazale, da so daljnji potomci  Džingiskana in Timurja Barlasa v Srednji Aziji in drugih regijah zelo pogosti.

## Izvor
Moška linija klana se je začela z Modro-sivim volkom  (Börte Čino) in Rjavkastorumeno srno (Gua Maral). Po Skrivni zgodovini Mongolov je bila v 11. generaciji njunih potomcev Dobu Mergenova vdova Alan Gua, prepojena z žarkom svetlobe. Njen najmlajši sin je postal prednik kasnejših Bordžiginov. Sin se je imenoval Bodončar Muhag in je skupaj s svojimi brati ustvaril ves mongolski narod. Po besedah Rašid-al-Din Hamadanija so mnoge starejše mongolske klane ustanovili prav Bordžigini  - Barlas, Urud, Manghud, Tajčjut, Čonos, Kijat in drugi. Prvi mongolski kan je bil Bodončarjev praprapravnuk Hajdu. Nasledila sta ga njegova vnuka Kabul kan in Ambagaj kan, ustanovitelj klana Tajčjut. Nato so v Hamag Mongolu vladali Kabulova sinova Hutula kan in Jesugej ter Kabulov vnuk Temudžin (Jesugejev sin Džingiskan). Z združitvijo Mongolov leta 1206 so pomrli tako rekoč vsi Temudžinovi strici in prvi bratranci in od takrat naprej so Bordžigine tvorili samo potomci Jesugeja Bagaturja, njegovega brata Daritaija in nečaka Ongurja.

## Ime
Po Paulu Pelliotu in Louisu Hambisu je Rašid al-Din Hamadani nekoč razložil, da izraz  borčïqïn v turških jezikih pomeni moža s temno modrimi očmi (arabsko اشهل, ašhal). Nekje drugje je to ponovno omenil, vendar ni omenil jezika, in dodal, da imajo Jesugejevi otroci in večina njihovih otrok ravno takšne oči. Modre oči (ašhal čašm) je imel tudi duh, ki je oplodil Alan Guo po smrti njenega moža. Abu al-Gazi Bahadur je kasneje povzel Hamadanija in temno modre oči (شهلا, šahlā) pripisal tudi Jesugeju. Mongoli (Moɣol) so takšne oči imenovali borǰïɣïn (بورجغن). Modre oči so imeli tudi Jesugejevi potomci.
Zgodovinarji, kot je Denise Aigle, so trdili, da je Rašid al-Din mitiziral izvor Džingiskanovih prednikov (klan Bordžigin) s svojimi lastnimi interpretacijami Skrivne zgodovine Mongolov.

## Mongolsko cesarstvo
Družina Bordžigin je v Mongolskem cesarstvu vladala od 13. do 14. stoletja. Džingisov vzpon je močno zožil število klanov Bordžigin-Kijad. Zoženje je bilo posledica mešanih zakonov Džingisovih potomcev z Barlasi, Baarini, Manghudi in drugimi vejami prvotnih Bordžiginov. V zahodnih regijah cesarstva so Džurkini in morda tudi druge rodbine blizu Džingisove za ime klana uporabljale ime Kijad, vendar niso imele privilegijev Džingizidov. Klan Bordžigin je nekoč prevladoval na velikih ozemljih, ki so se raztezale od Jave do Irana in od Indo-Kitajske do Novgoroda. Leta 1335 se je z razpadom Ilkanata v Iranu pojavila prva od številnih dinastij, ki niso bile Bordžigini-Kijadi. Ustanovili so jih zakonski partnerji Džingizidov. Mednje so spadali Suldus Čupanidi, na Bližnjem vzhodu Džalajiridi, dinastije Barulas v Čagatajskem kanatu  in Indiji, dinastiji Manghud in Ongirat v Zlati hordi in Srednji Aziji ter Oirati v zahodni Mongoliji.
Leta 1368 je Togun Timurjevo dinastijo Juan na Kitajskem strmoglavila dinastija Ming, vendar so člani Timurjeve družine še naprej vladali v Mongoliji vse do 17. stoletja. Znani so bili kot dinastija Severni Juan. Potomca Džingiskanovih bratov Hasar in Belgutej sta se v 1380. letih predala Mingom. Do leta 1470 so bile linije Bordžiginov močno oslabljene in Mongolija je bila skoraj v kaosu.

## Obdobje po Mongolskem cesarstvu
Po razpadu Zlate horde (1502) so Hijati do poznega 18. stoletja vladali na Krimu in v Kazanu, dokler jih niso Rusi priključili k svojemu cesarstvu. V Mongoliji so Kublajidi vladali kot kagani Mongolov, vendar so za kratek čas prestol uzurpirali potomci Ögedeja in Arigbuhe. 
Pod Dajan kanom (1480–1517) so Bordžigini ponovno vzpostavila prevlado nad samimi Mongoli. Dajan kanovi potomci so postali nov vladajoči razred. Njihov klan je bil najmočnejši od 49 mongolskih praporov in imel popolno podpora klana Bontoj. Vzhodni Korčini so bili pod Hasaridi in Ongnigudi, Abaga Mongoli pa pod Belguteidi in Temuge Odčigenidi. Iz Hasaridov, deportiranih v Zahodno Mongolijo, so postali Hošuti.
Dinastija Čing je spoštovala Bordžigine in zgodnji cesarji so se celo poročali s Hasaridi Bordžigidi iz klana Horčin. Med Mongoli, naklonjenimi Čingom, se je ohranilo nekaj njihovega izročila. Praporski general Aci Lomi je v letih 1732–1735 napisal svojo Zgodovino klana Bordžigin. V 18. in 19. stoletju se je plemstvo iz dinastije Čing ponašalo s tem, da so potomci zgodnjih mongolskih prednikov, vključno z Bordžigini.

## Džingizidi
Med azijske dinastije, ki so izhajale iz Džingiskana, so spadale Dinastija Juan na Kitajskem, Ilkanidi v Perziji, Džočidi v Zlati Hordi, Šajbanidi iz Sibiriji in Astrahanidi v Srednji Aziji. Džingizidi do praviloma igrali ključno vlogo tudi v tatarski politiki. Mamaj, na primer, je moral uveljavljati svojo oblast preko niza marionetnih kanov, sam pa ni mogel dobiti naziva kan, ker ni bil Džingiskanovega rodu.
Beseda Džingizid izhaja iz imena mongolskega osvajalca Džingiskana (okoli 1162–1227). On in njegovi nasledniki so ustvarili ogromno cesarstvo, ki se je raztezalo od Japonskega do Črnega morja. 
- Džingizidsko nečelo[15] ali zlato načelo dedovanja je bilo zapisano v Jasi, katere avtorstvo se pripisuje Džingiskanu.

- Džingizidski princ je bil tisti, ki je lahko po moški liniji sledil svoj neposredni izvor do Džingiskana, in je zato lahko zahteval visoko spoštovanje v mongolskem, turškem in azijskem svetu.

- Džingizidske države so bile države naslednice in kanati, nastali po razpadu Mongolskega cesarstva po smrti Džingiskanovih sinov in njihovih naslednikov.

- Izraz džingizidsko ljudstvo se je uporabljal za opis ljudi iz Džingiskanove vojske, ki so prišli v stik z Evropejci. Uporabljal se je predvsem za Zlato hordo, ki ji je vladal Džingiskanov vnuk Batu kan. Prebivalci Horde so bili večinoma turško govoreči ljudje in ne Mongoli. Aristokracija je bila večinoma mongolska, čeprav so bili Mongoli v vseh osvojenih državah praviloma majhna manjšina. Evropejci so prebivalce Zlate horde napačno imenovali Tatari.

Babur in Humajun, ustanovitelja Mogulskega cesarstva v Indiji, sta uveljavila svojo oblast kot Džingizida. Ker sta trdila, da sta Džingiskanova potomca po materini strani, nikoli nista uporabljala klanskega imena Bordžigin.
Med Džingizide so spadale tudi dinastije Giraj, Sibirska dinastija, Ar begi, družina Jaušev in drugi.
Zadnji vladajoči monarh Džingiskanovega porekla je bil Maksud šah (umrl 1930), kan Kumulskega kanata od leta 1908 do 1930.

## Družinsko drevo Dinastije Juan
Mongolsko cesarstvo je utanovil Džingiskan leta 1206. Njegov vnuk Kublajkan je po porazu svojega mlajšega brata in tekmeca Arigbuhe leta 1271 ustanovil Dinastijo Juan. Dinastijo je med vladanjem Togon Timurja leta 1368 strmoglavila kitajska dinastija Ming. Togon Timur je strmoglavljenje preživel in vladal na Mongolski planoti kot dinastija Severni Juan. Prestol je leta 1453 Oirat Esen Taiši, vendar je bil že naskednje leto strmoglavljen tudi on. Dajan kan je obnovil kaganat, po njegovi smrti pa so si ozemlje razdelili njegovi potomci. Zadnji kan Ligden je umrl leta 1634. Njegov sin Edžej Hongor se je naslednje leto podredil Hong Tajžiju, s čimer je Severni Juan ugasnil. Bordžiginski plemiči pod dinastijo Čing so svojim podložnikom vladali do 20. stoletja.
V oglatih oklepajih so druga mogoča leta vladanja.

## Sodobni pomen in Džingiskanovo potomstvo
Bordžigini so v Mongoliji vladali več stoletij, celo v obdobju dinastije Čing, in izgubili oblast šele v 20. stoletju, ko so oblast prevzeli komunisti. Aristokratsko poreklo je bilo v socialističnem obdobju nekaj, kar je bilo treba pozabiti. Sopotniki Josifa Visarijonoviča Stalina so v nizu kampanj proti njihovi kulturi in veri usmrtili okoli 30.000 Mongolov, vključno z plemiškimi Bordžigini. Združevanje v klane je v 20. stoletju izgubilo svoj praktični pomen, vendar ga mnogi Mongoli še vedno štejejo za stvar časti in ponosa. V dvajsetih letih dvajsetega stoletja je komunistični režim prepovedal uporabo imen klanov. Ko je bila leta 1997 prepoved odpravljena in so ljudem rekli, da morajo imeti priimke, je večina družin pozabila na svoje povezave s klani. Nesorazmerno veliko družin je zato prevzelo najprestižnejše rodovno ime Bordžigin, mnoge med njimi brez zgodovinske utemeljitve. Oznaka Bordžigin je še vedno merilo kulturne premoči.
V Notranji Mongoliji sta imeni Bordžigin in Kijad postali osnova za številne kitajske priimke, ki so jih sprejeli etnični Notranji Mongoli. Privzeli so priimka Bao (鲍, iz Bordžigid) in Ordos Ki  (奇, Kijat). Genetske raziskave so pokazale, da ima morda kar 16 milijonov moških iz tako oddaljenih populacij, kot so Hazari na zahodu in ljudstvo Heže na vzhodu, bordžiginsko-kijatsko poreklo. Ime klana Kijat se še vedno najde med Kazahi, Uzbeki in Karakalpaki.

## Seznam kijadsko-bordžiginskih dinastij
- Hamag Mongol
- Mongolsko cesarstvo:
  - Zlata horda
    - Kazanski kanat
      - Kasimski kanat

    - Šajbanidi
      - Sibirski kanat
      - Uzbeški kanat
        - Mangitska dinastija
          - Nogajeva horda
          - Mala Nogajeva horda
          - Budžakova horda
          - Buharski emirat

        - Buharski kanat
        - Hivski kanat

    - Kazaški kanat
      - Stari Žuzi
      - Srednji Žuzi
        - Bukejeva horda

      - Mladi Žuzi

    - Gerajeva donastija
      - Krimski kanat

    - Velika horda
    - Astrahanski kanat

  - Čagatajski kanat
    - Kara Del
    - Jarkentski kanat
    - Mogulistan
      - Kumulski kanat
      - Turfanski kanat

  - Dinastija Juan
    - Dinastija Severni Juan
      - Tumedski kanat
      - Halška zveza 
        - Tušeet kan
        - Dzasagtu kan
        - Sešen kan
        - Altin kan

  - Ilkanat
  - Hošutski kanat
- Mengdžijang
- Gurkani (materna linija)
  - Timuridsko cesarstvo
  - Mugalsko cesarstvo

### Zahtevnik
- Argunska dinastija

## Ugledni Kijadi ali Bordžigini

### Vladarji Mongolije (Hamag Mongol, 11. stoletje–1206)
- Hajdu
- Kabul kan
- Jesugej

### Cesarji Mongolskega cesarstva (1206–1368)
- Džingiskan
- Toluj
- Ögedej
- Gujuk
- Mongke
- Kublajkan

#### Džingiskanovi bratje
- Džoči
- Belgutej
- Temuge

#### Vladarji kanatov

##### Dinastija Juan
- Kublajkan
- Timur kan
- Togon Timur

##### Zlata horda
- Džoči
- Orda kan
- Batu kan
- Sartak
- Berke
- Šiban
- Tokta
- Uzbeg kan

##### Ilkanat
- Hulegu
- Abaka
- Gazan

##### Čagatajski kanat
- Čagataj
- Kajdu
- Duva
- Esen Buka I.
- Kebek
- Tarmaširin

### Pomongolsko cesarstvoZlata horda(1360–1502)
- Urus kan
- Toktamiš
- Mamaj
- Olug Mohamat

### Krimski kanat(1441–1783)
- Mengli I. Geraj

### Kazanski kanat(1438–1552)
- Olug Mohamat

### Uzbeški kanat(1428–1471)
- Abdul Hajr kan

### Kazaški kanat(1456–1847)
- Džanibek kan

### Dinastija Severni Juan(1368–1635)
- Oldžej Timur kan
- Dajan kan
- Ligdan kan
- Edžej kan

#### Vladar Tumeda
- Altan kan

#### Halha
- Zanabazar

### Dinastija Čing(1636–1912)
Princ soprog
| Datum | Princ soprog                   | Princesa                                                                        |
| ----- | ------------------------------ | ------------------------------------------------------------------------------- |
| 1622  | Babaj (巴拜)                   | Šurhačijeva deseta hčerka (rojena 1603) z njegovo drugo ženo Guvalgijo)         |
| 1648  | Hašang (哈尚; umrl 1651)       | Hong Taidžijeva deveta hčerka (1635–1652) z njegovo drugo ženo Džarud Bordžigit |
| 1651  | Bandi (班迪; umrl 1700)        | Hong Taidžijeva dvanajsta hčerka (1637–1678) s priležnico Sajin Nojan           |
| 1756  | Banžuer (班柱兒/班柱儿)        | Junbijeva četrta hčerka (rojena 1738) z njegovo drugo ženo Niohuru              |
| 1756  | Gunkilaksi (袞齊拉喜/袞齐拉喜) | Juntaova peta hčerka (1740–1797) s priležmico Vanjan                            |

Princese soproge
- Glavne žene
  - Degelejeva prva žena
  - Degelejeva tretja žena, mati Dekeksike (1597–1635)

#### Mongoli Abaga
Princ soprog 
| Datum         | Princ soprog                                        | Ozadje | Princesa |
| ------------- | --------------------------------------------------- | ------ | --- |
| 1647 ali 1648 | Garma Sodnam (噶爾瑪索諾木/噶尔马索诺木 (umrl 1663) |        | Princesa Duanšun (1636–1650), Hong Taidžijeva enajsta hčerka s plemenito soprogo Jidžing (Abaga Bordžigit Namdžung) |

Cesarjeve soproge 
- Soproge
  - Namdžung, plemenita žena Jidžinga (umrla 1674), Zajdžijeva soproga, mati princes Duašun (1636–1650) in Bomubogor (1642–1656)
  - Batmadzoo, Kanghuišujeva soproga (1606–1667), Hong Tajdžijeva soproga
  - Duanšun (umrla 1709), soproga cesarja Šunžija

Soproge princese 
- Prvi ženi 
  - Junejea prva žena, mati princese Hongšuan (1708–1735)
  - Jonggijeva prva žena

#### Alksaji (阿拉善)
Princi soprogi
| Datum | Princ soprog                                      | Princesa                                                          |
| ----- | ------------------------------------------------- | ----------------------------------------------------------------- |
| 1780  | Vangkinbanbaer (旺親班巴爾/旺亲班巴尔; 1755–1804) | Jongkijeva prva hčerka (1762–1780) s priležnico Hu                |
| 1785  | Vangkinbanbaer (旺親班巴爾/旺亲班巴尔; 1755–1804) | Jongčengova druga hčerka (1769–1787) z njegovo drugo žeeno Vanjan |
| 1925  | Daridžaja (1906–1968)                             | Zaitaova druga hčerka Junhui 1906–1969) z ženo Džijang Vanžen     |

#### Aohani
Princ soprog 
| Datum         | Princ soprog                                       | Princesa                                                                     |
| ------------- | -------------------------------------------------- | ---------------------------------------------------------------------------- |
| 1627          | Sodnom Dugureng (索諾木杜棱/索诺木杜棱; umrl 1644) | Nurhačijeva tretja hčerka Manggudži (1590–1636) s prvo ženo Gundej           |
| 1633          | Bandi (班第; (umrl 1647)                           | Princesa Aohan (1621–1654), Hong Tajdžijeva prva hčerka s prvo ženo Ulo Naro |
| 1731          | Pengsukelaši (彭蘇克拉氏/彭苏克拉氏)               | Junrengova osma hčerka (1714–1760) z drugo ženo Cenggija                     |
| 1733          | Vangžaer (汪扎爾/汪扎尔)                           | Junjijeva deseta hčerka (1717–1755) s priležnico Guo                         |
| 1734          | Laksi (拉錫/拉锡)                                  | Junjijeva sedma hčerka (1711–1736) s priležnico Čao                          |
| 1743 ali 1744 | Luobočangšilapu (羅蔔藏錫喇普/罗卜藏锡喇普)        | Junjijeva prva hčerka (1727–1795) z drugo ženo Cui                           |
| 1747          | Gengdoužaer (庚都扎爾/庚都扎尔)                    | Junhujeva tretje hčerka (1733–1805) s priležnico Jang                        |
| 1787          | Devejduoerdži (德威多爾濟/德威多尔济)              | Jongšingova druga hčerka z drugo ženo Liugijo                                |

#### Barini
Princ soprog 
| Datum | Princ soprog                      | Princesa                                                                          |
| ----- | --------------------------------- | --------------------------------------------------------------------------------- |
| 1648  | Sabdan (色布騰/色布腾; umrl 1667) | Princesa Šuhui (1632–1700), Hong Taidžijeva peta hčerka s cesarico vdovo Šaožuang |
| 1691  | Orgen (烏爾袞/乌尔衮; umrl 1721)  | Princesa Rongšian (1673–1728), tretja hčerka cesarja Kangšija s soprogo Rong      |
| 1719  | Kanbu (侃布)                      | Juntangova druga hčerka (1703–1741) s priležnico Žao                              |
| 1751  | Deleke (德勒克/德勒克; umrl 1794) | Princesa Heuan (1734–1760), Hongžujeva prva hčerka s prvo ženo Udžaku             |
| 1791  | Gongsaišang (公賽尚阿/公赛尚阿)   | Jongšuanova prva hčerka (1769–1820) z drugo ženo Vang Jujing                      |

#### Čaharji
Princ soprog 
| Datum | Princ soprog               | Princesa                                                                          |
| ----- | -------------------------- | --------------------------------------------------------------------------------- |
| 1636  | Edžej (umrl 1641)          | Princesa Venžuang (1625–1663), Hong Tajdžijeva druga hčerka s cesarico Šaoduanven |
| 1645  | Abunaj (阿布奈; 1635–1675) | Princesa Venžuang (1625–1663), Hong Tajdžijeva druga hčerka s cesarico Šaoduanven |

#### Dinghaji (鼎浩)
Princ soprog
| Datum | Princ soprog                                 | Princesa                                                   |
| ----- | -------------------------------------------- | ---------------------------------------------------------- |
| 1742  | Dunduobuduoerdži (敦多布多爾濟/敦多布多尔济) | Junšujeva četrta hčerka (1722–1745) z drugo ženo Guvalgijo |

#### Dunerluozi (敦爾羅斯)
Princ soprog 
| Datum | Princ soprog           | Princesa                                             |
| ----- | ---------------------- | ---------------------------------------------------- |
| 1738  | Sumadi (蘇馬第/苏马第) | Junkijeva šesta hčerka (1711–1744) s priležnico Žang |

#### Hotsiti (浩齊特)
Cesarjeva soproga 
- Soproga
  - Gongdžing (umrla 1689), soproga cesarja Šunžija

#### Džarudi
Princ soprog 
| Datum | Princ soprog           | Ozadje | Princesa                                                                          |
| ----- | ---------------------- | ------ | --------------------------------------------------------------------------------- |
| 1645  | Lamasi (喇瑪思/喇玛思) |        | Princesa Šuže (1633–1648), sedma hčerka Hong Tajdžija in cesarice vdove Šiaožuang |

Princesa soproga 
- Druga žena 
  - Hong Tadžijeva druga žena, mati princese (1633–1649) in devete hčerke (1635–1652)

#### Halhi
Princ soprog 
| Datum         | Princ soprog                                          | Ozadje                                   | Princesa                                                                                        |
| ------------- | ----------------------------------------------------- | ---------------------------------------- | ----------------------------------------------------------------------------------------------- |
| 1617          | Enggeder (恩格德爾/恩格德尔; umrl 1636)               |                                          | Šurhacijeva četrta hčerka (Sundaj, 1590–1649) z drugo ženo Guvalgijo                            |
| 1625          | Gurbuši (古爾布什古尔布什; umrl 1661)                 |                                          | Nurhacijeva osmo hčerka (Songgutu, 1612–1646) z drugo ženo Jehe Naro                            |
| 1643          | Suoerha (索爾哈/索尔哈)                               |                                          | Princesa Šuhui (Atu, 1632–1700), Hong Tajdžijeva peta hčerka s cesarico vdovo Šiaožuang         |
| 1697 ali 1698 | Dondob Dordži (敦多布多爾濟/敦多布多尔济; umrl 1743)  |                                          | Princesa Kedžing (1679–1735), šesta hčerka cesarja Kangšija s plemkinjo Gorolo                  |
| 1706          | Cering (策棱/策棱; umrl 1750)                         |                                          | Princesa Čunkve (1685–1710), deseta hčerka cesarja Kangšija s priležnico Tong                   |
| 1717          | Genžapuduoerdžii (根扎普多爾濟/根扎普多尔济)          |                                          | Druga hčerka (1701–1753) princa Junžija, s prvo ženo princa Junžija in njegove prve žene Donggo |
| 1729          | Dordži Septeng (多爾濟塞布騰/多尔济色布腾; umrl 1735) | Oče: Dandžin Dordži                      | Princesa Hehui (1714–1731), četrta hčerka princa JInšianga s prvo ženo Joogijo                  |
| 1745          | Džaisang Doržii (寨桑多爾濟/寨桑多尔济; umrl 1778)    | Oče: Dordži Septeng Mati: princesa Hehui | Tretja hčerka (1733–1795) princa Šena z njegovo prvo ženo Zu                                    |
| 1770          | Lhavang Dordži (拉旺多爾濟/拉旺多尔济; 1754–1816)     | Oče: Čenggundžab                         | Princesa prvega reda Hedžing (1756–1775), sedma hčerka cesarja Kiaolonga in cesarice Šiaojičun  |
|               | Deleke Dordži (德勒克多尔济)                          |                                          | Zaišijeva prva hčerka z njegovo prvo ženo Sun                                                   |

Princesa soproga 
- Druga žena
  - Daišanova druga žena, mati princese (1624–1650), četrte hčerke (1625–1654), princese (1628–1649), princese (1629–1649), princese (1631–1673), princese (1638–1712) in princese (1641–1666)

#### Horčini
V začetnem obdobju nastajanja dinastije Čing  so člani klana Manču Aisin Gioro tradicionalno sklepali diplomatske zakonske zveze z Mongoli, da bi pridobili njihovo podporo. Mančuji so mongolske neveste naredili za cesarice in glavne priležnice. Ker so bili Horčini najmočnejši mongolski prapor, so se Mančuji bali sklepati zavezništva z Bordžigini. Diplomatske poroke z Mongolkami so dinastiji Čing dale dve cesarici in tri cesarice vdove, od katerih je Šiaožuang kasneje postala vidna velika cesarica, zato ni presenetljivo, da so bile od cesarja Nurhacija (vladal 1616 –1626) do Šunižija (vladal 1643/1645–1661) vse cesarice in glavne konkubine Mongolke.
Cesarica Šiaoduanven  (Džerdžer) je postala cesarica leta 1636 kot soproga cesarja Hong Tajdžija. Bila je hči princa Mandžusrija. Bila je znana kot dobrohotna cesarica in najbolj krepostna od vseh cesaric. Po smrti cesarja Hong Tajdžija leta 1643 postala "materinska cesarica vdova" (Mu Hou Huang Tai Hou). Umrla je leta 1649 v šestem letu vladanja cesarja Šunžija.
Cesarica vdova Šiaožuang (Bumbutaj) je zgodovinsko veljala za mater dinastije Čing. Bila je hčerka princa Džaisanga, nečakinja cesarice Šiaoduan in priležnica cesarja Huang Tajdžija. Po cesarjevi smrti je pomagala svojemu sinu cesarju Šunžiju in vnuku Kangšiju  25 let do svoje smrti leta 1688 
voditi državo. Šiaožuang je bila odlična političarka, ki se sicer ni rada vmešavala v politiko, za razliko od zloglasne cesarice vdove Ciši. Vmešala se je samo takrat, ko je bilo to res potrebno.
Pomembne osebe
- Namusaj (納穆賽)
  - Manggusi (莽古思), Namusajev najstarejši sin; imel je status princa prvega reda
    - Džajsang (寨桑), imel je statusprinca prvega reda
      - Vukešan (烏克善; umrl 1666), Džajsangov najstarejši sin z Boli (博禮; umrla 1654); himel je statusprinca prvega reda
      - Čahan (查罕), Džajsangov drugi sin; imel je status princa tretjega reda
        - Čuoerdži (綽爾濟; umrl 1670); imel je status princa tretjega reda

      - Suonuomu (索諾木; umrl 1629), Džajsangov tretji sin; imel je status princa drugega reda
      - Manšušili (滿珠習禮; umrl 1665), Džajsangov četrti sin z Boli; imel je status princa prvega reda

  - Minggan (明安), Namusajev drugu sin; imel je status princa tretjega reda
  - Hongghor (孔果爾), Namusajev tretji in; imel je status princa drugega reda

Princi soprogi
| Datum         | Princ soprog                                | Ozadje                                                                            | Princesa | Sinovi        | Hčerke |
| ------------- | ------------------------------------------- | --------------------------------------------------------------------------------- | --- | ------------- | ------ |
|               | Čuoerdži (綽爾濟; umrl 1670)                |                                                                                   | Abatajeva hčerka |               |        |
| 1639          | Kitad (奇塔特; umrl 1653), princ poveljstva | Oče: Suonuomu Mati: Gunbu (袞布)                                                  | Princesa Džingduan (1628–1686), Hong Tajdžijeva tretja hčerka s cesarico Šiaoduanven (Horčin Bordžigit Džerdžer)     |               |        |
| 1641          | Birtahar (弼爾塔哈爾; umrl 1667)            | Oče: Vukešan                                                                      | Princesa Jongmu (Jatu; 1629–1678), Hong Tajdžijeva četrta hčerka s cesarico Šiaožuangven (Horčin Bordžigit Bumbutaj) |               |        |
| 1645          | Bajašulang (巴雅斯護朗)                     |                                                                                   | Princesa Jongan (1634–1692), Hong Tajdžijeva osma hčerka s cesarico Šiaožuangven                                     |               |        |
| 1663          | Eqier (鄂齊爾)                              |                                                                                   | Osma hčerka princa Dodoja z njegovo drugo ženo Tunggijo                                                              |               |        |
| 1690          | Bandi (班第; 1664–1755)                     |                                                                                   | Princesa Čunši (1671–1742), prva herka princa Čangninga s priležnico Džin                                            |               |        |
| 1690          | Bandi (班第; 1664–1755)                     | Princesa Duanmin (1653-1729), Džidujeva druga hčerka s prvo ženo Horčin Bordžigit | |               |        |
| 1709          | Dordži (多爾濟; umrl 1720)                  |                                                                                   | Princesa Dunke (1691–1710), petnajsta hčerka cesarja Kangšija s plemenito cesarsko ženo Džingmin (Džanggija)         |               |        |
| 1713          | Luobocanggunbu (羅蔔藏袞布; umrl 1752)      |                                                                                   | Peta hčerka princa Fukuana (1700–1733) s priležnico Naro                                                             |               |        |
| 1721          | Daermadadou (達爾瑪達都)                    |                                                                                   | Prva Juntaova hčerka (1703–1767) s priležnico Ligijo                                                                 |               |        |
| 1726 ali 1727 | Džanggimboo (觀音保; umrl 1735)             |                                                                                   | Princesa Šušen (1708–1784), Junsrengova šesta hčerka z njegovo drugo ženo Tanggijo                                   |               |        |
| 1731          | Himed Dordži (齊默特多爾濟; umrl 1782)      |                                                                                   | Princesa Duanrou (1714–1755), Junlujeva prva hčerka s prvo ženo Gorolo                                               |               |        |
| 1731          | Sebotengduoerji (色卜騰多爾濟)              |                                                                                   | Junjouova sedma hčerka (1710–1742) s priležnico Li                                                                   |               |        |
| 1733          | Luobocangdunduobo (羅蔔藏敦多卜)            |                                                                                   | Junžijeva osma hčerka (1713–1788) s prvo ženo Žang                                                                   |               |        |
| 1734          | Lalida (拉里達)                             |                                                                                   | JUenova prva hčerka (1706–1743) s priležnico Gorolo                                                                  |               |        |
| 1734          | Džierdi 吉爾第)                             |                                                                                   | Junžjeva deveta hčerka (1715–1750) s priležnico Guo                                                                  |               |        |
| 1735          | Džunšibandi (郡錫班第)                      |                                                                                   | Jungijeva četrta hčerka (1705–1784) s priležnico Magijo                                                              |               |        |
| 1739          | Cevang Norbu (色旺諾爾布)                   |                                                                                   | Junlujeva šesta hčerka (1727–1790) z drugo ženo Šue                                                                  |               |        |
| 1742 ali 1743 | Gumu (古穆)                                 |                                                                                   | Druga hčerka (1727–1794) princa Junšija z drugo ženo Guvalgijo                                                       |               |        |
| 1743          | Lašinamužaer (喇錫那木扎爾)                 |                                                                                   | Junlujeva četrta hčerka (1723–1752) s prvo ženo Gorolo                                                               |               |        |
| 1746          | Džilalida (吉喇里達)                        |                                                                                   | Junžijeva štirinajsta hčerka (1725–1751) s priležnico Guo                                                            |               |        |
| 1747          | Septeng Baldžur (色布騰巴爾珠爾; umrl 1775) |                                                                                   | Princesa Hedžing (1731–1792), tretja hčerka cesarja Čianlonga s cesarico Fuco                                        |               |        |
| 1748          | Selengdanba (色棱丹巴)                      |                                                                                   | Junhujeva četrta hčerka (1739–1822) s priležnico Liu                                                                 |               |        |
| 1801          | Sodnamdordži (索特納木多布濟; umrl 1825)    |                                                                                   | Princesa Žuangdžing (1782–1811), tretja hčerka cesarja Džjančinga s plemenito cesarsko soprogo Heju (Liugiaa)        | Sengge Rinčen |        |

Cesarske soproge 
- Cesarice
  - Šiaodanven (1599–1649), Hong Tajdžijeva cesarica, mati princes Venžuang (1625–1663), Džingduan (1628–1686) in Duanžen (1634–1692)
  - Cesarica vdova Šiaožuang (1613–1688), Hong Tajdžijeva soproga, mati princes Jongmu (1629–1678), Šuhui (1632–1700), Duanšian (1633–1648) in cesarja Šunžija (1638–1661)
  - Erdeni Bumba, prva esari cesarja Šunžija
  - Alatan Čikige (1641–1718), druga cesarica cesarja Šžija
  - Šiaodžingčeng (1812–1855), plemenita soproga cesarja Daoguanga, mati Jiganga (1826–1827), Jidžija (1829–1830), princese Šouen (1831–1859) in princa Jišina (1833–1898)

- Soproge
  - Šoukang (1599–1666), Nurhacijeva druga soproga
  - Dao (umrla 1658), soproga cesarja Šunžija
  - Šuhui (1642–1713), soproga cesarja Šunžija
  - Hui (umrla 1670), soproga cesarja Kangšija
  - Čenglian (umrla 1736), soproga cesarja Kangšija

Princese soproge 
- Prve žene
  - Hardžol (1609–1641), Hong Tajdžijeva žena in mati osmega sina (1637–1638)
  - Adžigejeva druga žena, mati Fuleheja (1629–1660), Louqina (1634–1661) in Moeršuna  (rojen 1635)
  - Dorgonova žena
  - Batema (umrla 1650), Dorgonova prva žena
  - Dorgonova četrta prva žena
  - Dorgonova peta prva žena
  - Dodojeva prva žena in mati prve hčerke in princese (1634—1649)
  - Daž, Dodojeva druga prva žena in mati Duoni (1636–1661) in Duoerbo (1643–1673)
  - Duleima, Hoogejeva druga prva žena, mati Fušou (1643–1670)
  - Šosejeva druga prva žena
  - Bomubogorjeva prva žena
  - Jongžangova prva žena

- Druge žene 
  - Nurhacijeva druga žena (umrla 1644)
  - Šosejeva druga žena (umrla 1655)

#### Najmani
Princa soproga
| Datum | Princ soprog                                      | Princesa                                                                                      |
| ----- | ------------------------------------------------- | --------------------------------------------------------------------------------------------- |
| 1714  | Tuižong (推忠/推忠)                               | Jungjoujeva prva hčerka (1696–1720 ali 1721) s prvo ženo iz klana Nara                        |
| 1841  | Demčugdžab (德穆楚克扎布/德穆楚克扎布; umrl 1865) | Princesa Šouan (1826–1860), četrta hčerka cesarja Daoguanga s cesarico Šiaočuančeng (Niohuru) |

#### Ojrati
Cesarske soproge
- Soproga
  - Ju (1730–1774), soproga cesarja Čianlonga

#### Onnigudi
Princa soproga
| Datum | Princ soprog         | Princesa                                                                                             |
| ----- | -------------------- | --- |
| 1706  | Cangdžin (蒼津/苍津) | Princesa Venke (1687–1709), trinajsta hćerka cesarja Kangšija in plemenite žene Džingmin (Džanggija) |
| 1716  | Cangdžin (蒼津/苍津) | Fučuanova šesta hčerka (1701–1732) s priležnico iz klana Nara                                        |

#### Tumedi
Princ soprog 
| Datum | Princ soprog                                  | Princesa                                                                                         |
| ----- | --------------------------------------------- | ------------------------------------------------------------------------------------------------ |
| 1802  | Manibadara (瑪尼巴達喇/玛尼巴达喇; umrl 1832) | Princesa Žuangdžing (1784–1811), četrta hčerka cesarja Džjačinga s cesarico Šiaošuhurui (Hitara) |

#### Žaermangi (扎爾莽)
Princesa soproga
- Prva žena 
  - Dorgonova tretja prva žena